# Рут Глик
Рут Глик (на английски: Ruth Glick) е много плодовита американска писателка на произведения в жанра любовен роман, паранормален любовен роман, романтичен съспенс, фентъзи, детска литература и готварски книги. Пише основно под псевдонима Ребека Йорк (на английски: Rebecca York), който е съвместен с писателката Айлийн Бъкхолц. В началото на кариерата си пише под псевдонима Алексис Хил (Alexis Hill), после с писателките Айлийн Бъкхолц, Каролин Майлс и Луиз Титчънър пише под псевдонима Алиса Хауърд (Alyssa Howard), с Луиз Тичънър под псевдонимите Алексис Хил Джордан (Alexis Hill Jordan) и Тес Марлоу (Tess Marlowe), и с Айлийн Бъкхолц под псевдонима Аманда Лий (Amanda Lee).

## Биография и творчество
Рут Дей Бърник Глик е родена на 27 април 1942 г. в Лексингтън, Кентъки, САЩ, в семейството на Лестър Бъртник, психиатър, и Бевърли Милър, учителка. Отраства във Вашингтон. От малка чете много и иска да стане писателка. Получава бакалавърска степен по американска цивилизация от университета „Джордж Вашингтон“ и магистърска степен по американска история от Университета на Мериленд. На 30 юни 1963 г. се омъжва Норман Глик, математик за Министерството на отбраната. Имат две деца – Елиса и Итън.
Докато отглежда децата си посещава курс по творческо писане в местния колеж. В следващите години започва да пише на свободна практика статии за вестници за „Уошингтън Поуст“ и „Балтимор Сън“. След няколко години се насочва към писането на книги.
През 1977 г. заедно с приятелката си Нанси Багет публикуват първата книга от поредицата за деца „Куклена къща“. Двете приятелки от 1984 г. са авторки и на много готварски книги фокусиране върху здравословното хранене. Всяка описана рецепта се тества поне три пъти преди за се запише, а също така се ползват и професионални готвачи да тестват рецептите.
Първият ѝ роман „Passion's Slave“ от поредицата „Дювал“ е публикуван под псевдонима Алексис Хил през 1979 г. Първият ѝ роман публикуван под собственото ѝ име е фантастиката „Invasion of the Blue Lights“ от 1983 г.
В следващите години си сътрудничи активно с три свои приятелки – Айлийн Бъкхолц, Луиз Титчънър, и Каролин Майлс, като публикуват под различни псевдоними. Повечето от произведенията им са романтични любовни трилъри и паранормални романи.
В края на 1990 г. Рут Глик решава да прекрати работата си в сътрудничество и се споразумява с Айлийн Бъкхолц да публикуват произведенията си под псевдонима Ребека Йорк като на корицата се упоменава и истинското име на автора. Първият ѝ самостоятелен романа като Ребека Йорк е „Nowhere Man“ от поредицата „Улица „Светлина“ 43“. В следващите си поредици освен съспенс влага и повече еротика. Авторка е, самостоятелно или в съавторство, общо на над 140 книги, като от тях над 65 са романтични трилъри.
Произведенията на писателката попадат и в списъците на бестселърите. Те са преведени на над 20 езика и са издадени в над 12 милиона екземпляра по света. Носителка е на множество награди за творчеството си.
Тя е ръководител на Работилницата за творческо писане на Колумбия.
Рут Глик живее със семейството си в Колумбия, Мериленд.

## Произведения
частична библиография

### Като Рут Глик

#### Самостоятелни романи
- In the Arms of Love (1983) – като Алексис Хил
- Invasion of the Blue Lights (1983)
- Make Me a Miracle (1992)
- In Our Dreams (1998) – с Барбара Къмингс, Патриша Гарднър Еванс, Къртни Хенке, Мери Кърк, Кори Макфаден, Линда Лейл Милър, Патриша Потър, Мери Джо Пътни и Сюзън Уигс

#### Серия „Куклена къща“ (Dollhouse) – книги за деца
1. Dollhouse Furniture You Can Make (1977) – с Нанси Багет
2. Dollhouse Lamps and Chandeliers (1979) – с Нанси Багет
3. Dollhouse Kitchen and Dining Room Accessories (1979)

#### Серия „Дювал“ (Duval) – като Алексис Хил
1. Passion's Slave (1979)
2. Untamed Heart (1980)

#### Серия „Магически малки приключения“ (Magic Micro Adventure) – с Айлийн Бъкхолц
1. Captain Kid and the Pirates (1985)
2. The Cats of Castle Mountain (1985)

#### Серия „Харизма ООД“ (Charisma, Inc) – с Айлийн Бъкхолц
1. Saber Dance (1988)
2. Breathless (1988) – и с Катрин Йенсен
3. Smoke Screen (1988)
4. The Golden Hawk (1988)
5. Risky Venture (1988)
6. Roller Coaster (1989)
7. The Big Score (1989)
8. Night Stalker (1989) – с Катрин Йенсен

#### Документалистика – готварски книги (частично)
- Don't Tell 'Em It's Good for 'Em (1984) – с Нанси Багет и Глория Кофер Грийн
- Soup's On (1985) – с Нанси Багет
- One Pot Meals for People with Diabetes (2002) – с Нанси Багет
- Snack Attack! (2006)

### Като Алиса Хауърд

#### Самостоятелни романи
- Love Is Elected (1982)
- Southern Persuasion (1984)

### Като Алексис Хил Джордан

#### Самостоятелни романи
- Brian's Captive (1983)
- Reluctant Merger (1983)
- Summer Wine (1984)
- Beginner's Luck (1984)
- Summer Stars (1985)
- Hopelessly Devoted (1985)
- Mistaken Image (1985)
- Stolen Passions (1986)

### Като Аманда Лий

#### Самостоятелни романи
- End of Illusion (1984)
- More Than Promises (1985)
- Logical Choice (1986)
- Great Expectations (1987)
- A Place in Your Heart (1988)
- Silver Creek Challenge (1989)

### Като Ребека Йорк

#### Самостоятелни романи
- Bayou Moon (1992)
- Body Contact (2002)
- Bedroom Therapy (2004)
- Day of the Dragon (2010)
- Dark Warrior (2011)
- Her Baby's Father (2012)
- Carrie's Protector (2013)

#### Серия „Улица „Светлина“ 43“ (43 Light Street)
1. Life Line (1990)
2. Shattered Vows (1991)
3. Whispers in the Night (1991)
4. Only Skin Deep (1992)
5. Trial by Fire (1992)
6. Hopscotch (1993) 
Игра на дама, изд. „Коломбина прес“, София (1996), прев. Татяна Виронова
7. Cradle and All (1993)
8. What Child Is This? (1993)
9. Midnight Kiss (1994)
10. Tangled Vows (1994)
11. Till Death Us Do Part (1995)
12. Prince of Time (1995)
13. Face to Face (1996)
14. For Your Eyes Only (1997)
15. Father and Child (1997)
16. Remington and Juliet (1998) – в „Key to My Heart“
17. Nowhere Man (1998)
18. Shattered Lullaby (1998)
19. Counterfeit Wife (1999) – в „After Dark“
20. Midnight Caller (1999)
21. Never Too Late (2000)
22. Amanda's Child (2000)
23. The Man from Texas (2001)
24. Never Alone (2001)
25. Lassiter's Law (2001)
26. From the Shadows (2002)
27. Phantom Lover (2003)
28. Intimate Strangers (2003)
29. Out of Nowhere (2004)
30. Spellbound (2005)
31. The Secret Night (2006)
32. Return of the Warrior (2007)
33. Soldier Caged (2008)
34. More Than a Man (2009)
35. Solid as Steele (2011)

#### Серия „Луна“ (Moon)
1. Killing Moon (2003)
2. Edge of The Moon (2003)
3. Witching Moon (2003)
4. Burning Moon (2004)
5. Crimson Moon (2005)
6. Shadow of the Moon (2006)
7. New Moon (2007)
8. Huntress Moon (2007)
9. Ghost Moon (2008)
10. Eternal Moon (2009)
11. Dragon Moon (2009)

#### Серия „Планета Паломар“ (Off World)
1. Conquest (2013)
2. Hero's Welcome (2013)
3. Nightfall (2013)
4. Assignment Danger (2014)
5. Christmas Home (2014)
6. Firelight Confession (2015)

- The Off World Cookbook (2014)

#### Документалистика – готварски книги
- The Ten Brides for Ten Heroes Cookbook (2014) – с колектив
- Guy Food (2015) – с колектив